# Salem Eid Yaqoob
Salem Id Yaqoob (ur. 1 marca 1996) – sprinter z Bahrajnu.

## Kariera
Yaqoob startował w Igrzyskach Olimpijskich w Rio w 2016 roku i doszedł do półfinałów na 200 metrów.
Zdobył brązowy medal Igrzysk Azjatyckich w 2018 w biegu na 200 metrów.
W 2019 roku zajął trzecie miejsce na 200 metrów w mistrzostwach Azji w Doha oraz w sztafecie 4×400 metrów podczas Światowych wojskowych igrzysk sportowych w Wuhan.
Jest rekordzistą kraju w biegu na 200 metrów (20,19 s.)

## Rekordy życiowe[2]
- 100 metrów – 10,36 sekund (2017)
- 200 metrów – 20,19 sekund (2016)